# Joseph Carrère (médecin)
Pour les articles homonymes, voir Joseph Carrère et Carrère.
Joseph Carrère, né à Perpignan en 1680 et mort en 1737 dans cette même ville, est un médecin français. Il est le père de Thomas Carrère, également médecin.
Devenu médecin, il combattit la découverte de la circulation sanguine. Homme fort instruit, il publia deux ouvrages :
- De febribus, Perpignan, 1718, in 4°.
- Essai sur les effets de la méthode du bas peuple pour guérir les fièvres, Perpignan, 1721, in-12.